# Columnea grisebachiana
Columnea grisebachiana är en tvåhjärtbladig växtart som beskrevs av Carl Ernst Otto Kuntze. Columnea grisebachiana ingår i släktet Columnea och familjen Gesneriaceae. Inga underarter finns listade i Catalogue of Life.